# Gotra hapaliae
Gotra hapaliae is een insect uit de familie van de gewone sluipwespen (Ichneumonidae). De wetenschappelijke naam van de soort werd in 1953 gepubliceerd door Rao.